# Compendium of Chemical Terminology
Das Compendium of Chemical Terminology, auch bekannt als das Gold Book (ISBN 0-86542-684-8), ist eine Publikation der International Union of Pure and Applied Chemistry, welche allgemeine und international anerkannte Definitionen für Begriffe aus der Chemie enthält.
Begonnen wurde die Arbeit an dem 1987 erstmals veröffentlichten Buch von Victor Gold (daher der Name). Die zweite, von  Alan D. McNaught und Andrew Wilkinson bearbeitete Ausgabe wurde 1997 herausgegeben. Eine leicht erweiterte Version ist auch im Internet frei verfügbar.